# Mammillaria jaliscana
Mammillaria jaliscana ist eine Pflanzenart aus der Gattung Mammillaria in der Familie der Kakteengewächse (Cactaceae). Das Artepitheton jaliscana bedeutet ‚vom Standort im Staat Jalisco (Mexiko)‘.

## Beschreibung
Mammillaria jaliscana bildet von der Basis her dichte Polster aus. Die kugeligen bis kurz zylindrischen, leuchtendgrünen Triebe werden 5 bis 6 Zentimeter im Durchmesser groß. Die Warzen sind verjüngt zylindrisch mit gerundeter Spitze und führen gelegentlich Milchsaft. Die Axillen sind nackt. Die 5 bis 14 rötlich-braunen Mitteldornen sind 0,7 bis 0,9 Zentimeter lang und haben dunkle Spitzen. Die 30 bis 40 Randdornen sind weiß, mehr oder weniger gerade und 0,5 Zentimeter lang.
Die rosa Blüten sind zartduftend und 2 Zentimeter im Durchmesser groß. Die stumpf keuligen Früchte sind weiß bis trübrosarot und 0,8 Zentimeter groß. Sie enthalten feingrubige, bräunlich-schwarze Samen.

## Verbreitung, Systematik und Gefährdung
Mammillaria jaliscana ist in den mexikanischen Bundesstaaten Jalisco, Michoacán und Zacatecas verbreitet.
Die Erstbeschreibung erfolgte 1923 als Neomammillaria jaliscana durch Nathaniel Lord Britton und Joseph Nelson Rose. Friedrich Bödeker stellte die Art 1933 zur Gattung Mammillaria. Weitere nomenklatorische Synonyme sind Chilita jaliscana (Britton & Rose) Orcutt (1926), Ebnerella jaliscana (Britton & Rose) Buxb. (1951) und Escobariopsis jaliscana (Britton & Rose) Doweld (2000).
Es werden folgende Unterarten unterschieden:
- Mammillaria jaliscana subsp. jaliscana
- Mammillaria jaliscana subsp. zacatecasensis (Shurly) D.R.Hunt

In der Roten Liste gefährdeter Arten der IUCN wird die Art als „Vulnerable (VU)“, d. h. als gefährdet geführt.

## Nachweise